# آیزونه
آیزونه (به ایتالیایی: Aisone) یک کومونه در ایتالیا است که در استان کونیو واقع شده‌است.

## خصوصیات
آیزونه ۳۶٫۷ کیلومترمربع مساحت و ۲۶۹ نفر جمعیت دارد و ۸۳۴ متر بالاتر از سطح دریا واقع شده‌است.